# Herzfeld (Lippetal)
Herzfeld è la frazione più grande del comune di Lippetal, circondario di Soest, nel distretto governativo di Arnsberg (Renania Settentrionale-Vestfalia, Germania).

## Geografia fisica
Herzfeld è a nord del fiume Lippe di fronte al Castello di Hovestadt, che sta sull'altra riva del fiume, nel sud del Münsterland. Le città ad essa più prossime sono: Lippstadt, 14 km ad est, Hamm 18 km ad ovest, Beckum 12 km a nord e Soest 11 km a sud.

## Storia
Nel 786 Herzfeld viene citata per la prima volta ed è quindi il più antico agglomerato urbano di Lippetal. Verso il 790 santa Ida di Herzfeld ed il marito Ekbert la prima chiesa cristiana della Westfalia. Nel 1250 fu eretta una nuova chiesa in stile tardo romanico, che nel 1506 fu distrutta e ricostruita.
Nel 1841 Herzfeld entrò a far parte del comparto amministrativo di Liesborn (Circondario di Beckum). Nel 1939 vivevano ad Herzfeld 2 167 abitanti. Nel 1969, nel quadro della nuova suddivisione amministrativa die comuni tedeschi, Herzfeld fu incorporata da Lippetal.

## Cultura e monumenti

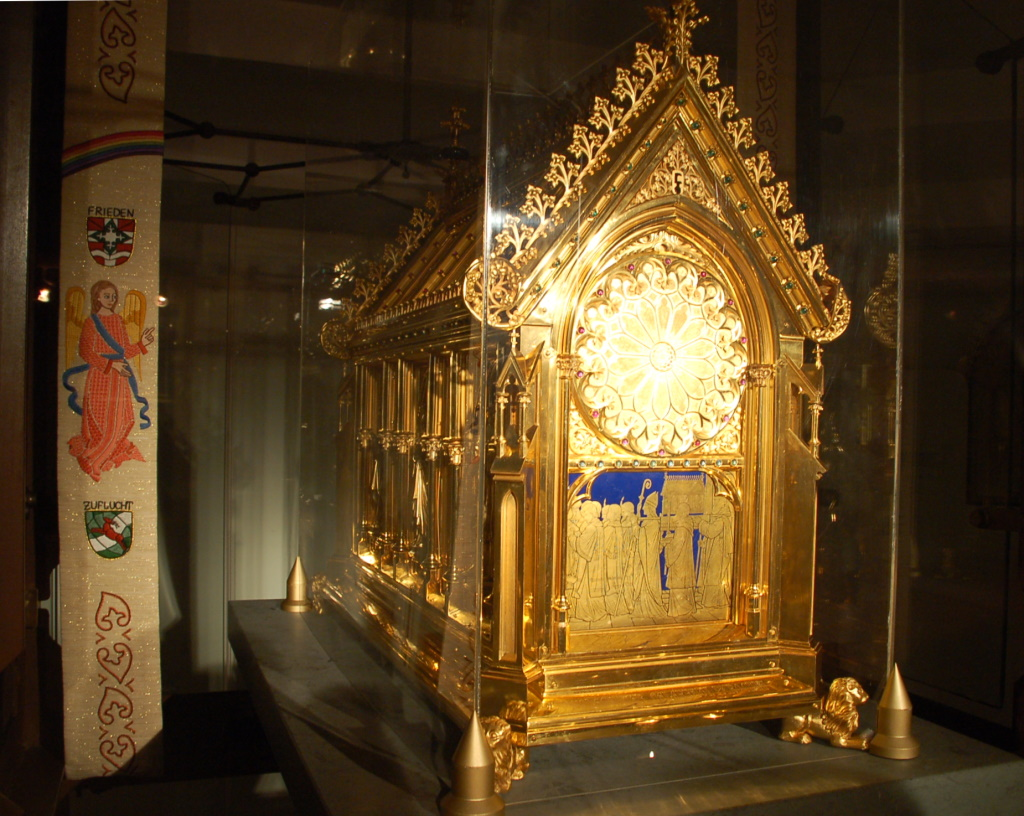
Lo scrigno di Santa Ida

### Edifici
Il monumento più importante è la chiesa neogotica di santa Ida con la tomba della santa. 
. Alta 88 metri, essa fu iniziata nel 1900 partendo dalle fondamenta di quella antica e solo tre anni dopo venne consacrata dal vescovo di Münster Hermann Dingelstadt. Nel 1992 iniziarono i restauri, iniziando della facciata, che durarono dieci anni. Dal 2002 ebbero inizio i lavori all'interno.

### Manifestazioni periodiche
Le manifestazioni più importanti di Herzfeld sono:
- Schützenfest (4º fine settimana di luglio)
- Ida-Festwoche (Settimana di festa di Ida)
- Mostra artigianale (ogni quattro anni, ultima: 2009)

## Economia

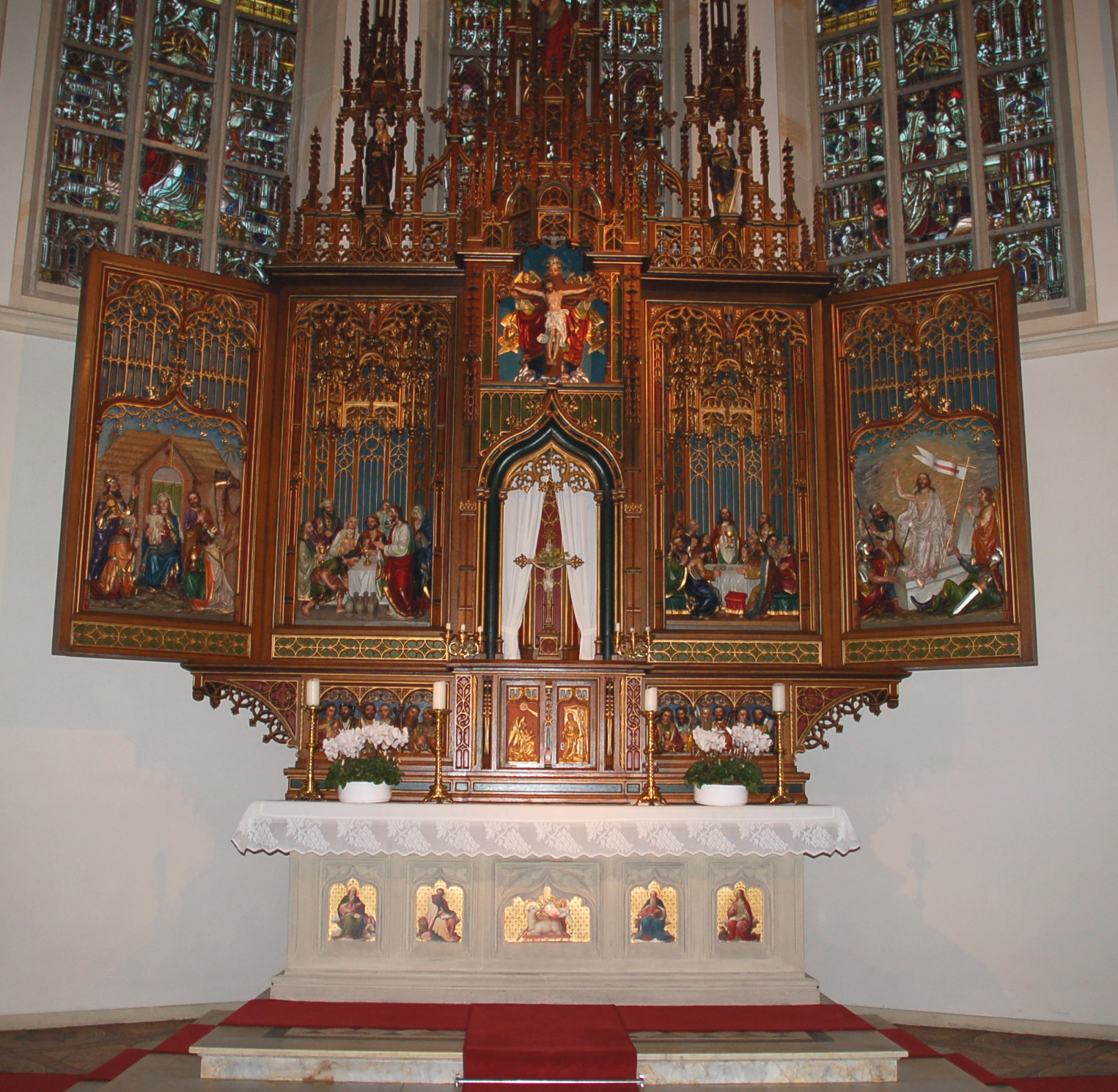
Altar maggiore

Nella zona industriale sono insediate numerose imprese. Sulle vicende locali si esprime dal 2007 la rivista "Der Lippetaler". Finanziato dagli annunci economici, essa vie pubblicata ogni due mesi ed è gratuita.

## Infrastrutture e trasporti
Herzfeld è collegata con la stazione ferroviaria di Soest con un autobus che compie il percorso ogni ora. Altre autolinee collegano Herzfeld con Beckum, Lippstadt ed Oelde.
I collegamenti con l'autostrada A2 si trovano al casello di Hamm-Uentrop (13 km) ed a quello di Oelde (12 km).

## Quartieri
Herzfeld ha parecchi quartieri: Bauernschaften Kesseler, Schachtrup, Heckentrup, Rassenhövel, Höntrup, Uelentrup.